# Nikolai Wjatscheslawowitsch Abajew

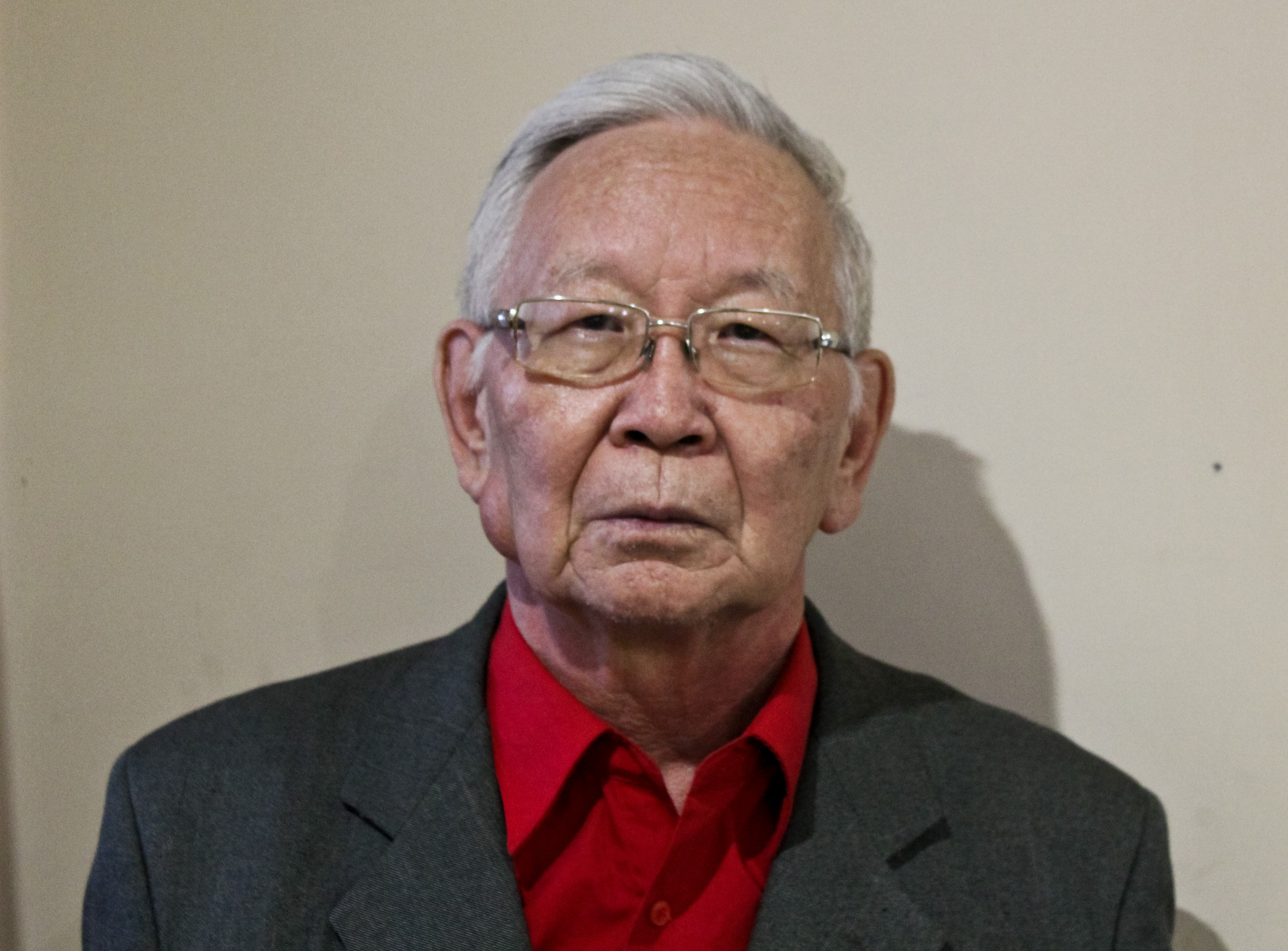
Nikolai Wjatscheslawowitsch Abajew

Nikolai Wjatscheslawowitsch Abajew (russisch Николай Вячеславович Абаев, wiss. Transliteration Nikolaj Vjačeslavovič Abaev; geb. 7. Oktober 1949 in Toora-Chem, Koschuun Todschinski, Tuwinische Autonome Sozialistische Sowjetrepublik; gest. 2020 in Ulan-Ude, Burjatien, Russische Föderation) war ein sowjetischer und russischer Sinologe und Buddhologe und eine Persönlichkeit des Zen (Chan)-Buddhismus.

## Leben und Werk
Abajew wurde 1949 im Dorf Toora-Chem in Todschinski in der Tuwinischen ASSR geboren. 1972 schloss er sein Studium an der Fakultät für Orientalistik der Staatlichen Universität Dagestan ab, promovierte 1978 und habilitierte sich 1991 in Geschichtswissenschaften. Er forschte am Institut für Sozialwissenschaften der Burjatischen Abteilung der Sibirischen Abteilung der Akademie der Wissenschaften der UdSSR.
Er hat über 300 wissenschaftliche Publikationen in verschiedenen Sprachen veröffentlicht. Seine wissenschaftlichen Hauptinteressen sind die Philosophie und Psychologie des Buddhismus, die Kultur der psychischen Aktivität der Völker Zentral- und Nordostasiens, die ökologische Kultur und die ethnisch-konfessionellen Traditionen der turk-mongolischen Völker in der "nomadischen" Zivilisation Innerasiens, die tengrische Metaphysik und ihr Einfluss auf die politische Kultur, den Denkstil und das soziale Verhalten der eurasischen Völker.
Zu seinen zahlreichen Publikationen in verschiedenen Sprachen zählen unter anderem ein zusammen mit Michail Leontjewitsch Titarenko herausgegebenes Enzyklopädisches Wörterbuch zur chinesischen Philosophie (siehe unter Kitaiskaja filossofija). 

## Publikationen (Auswahl)
Monographien
- Чань-буддизм и культура психической деятельности в средневековом Китае / Отв. ред. Л. П. Делюсин. — Новосибирск: Наука : Сиб. отд-ние, 1983. — 123 с. // Chan-Buddhismus und die Kultur der geistigen Aktivität im mittelalterlichen China / Herausgegeben von L. P. Deljusin.[7] - Nowosibirsk: Nauka: Zweigstelle Sib., 1983. - 123 S.

- Чань-буддизм и культурно-психологические традиции в средневековом Китае / Отв. ред. Л. П. Делюсин; АН СССР, Сибирское отд-ние, Бурятского ин-т обществ. наук. — 2-е изд., перераб. и доп. — Новосибирск: Наука, 1989. — 271 с. — ISBN 5-02-029186-2. // Chan-Buddhismus und kulturell-psychologische Traditionen im mittelalterlichen China / Herausgegeben von L. P. Deljusin; Akademie der Wissenschaften der UdSSR, Sibirische Abteilung, Burjatisches Institut für Sozialwissenschaften. - 2. Auflage, überarbeitet und ergänzt - Nowosibirsk: Nauka, 1989. - 271 S. - ISBN 5-02-029186-2.

- Абаев Н. В., Горбунов И. В.: Сунь Лутан о философско-психологических основах "внутренних" школ у-шу / Российская акад. наук, Сибирское отд-ние, Бурятский ин-т обществ. наук. — Новосибирск: Наука, Сибирское отд-ние, 1992. — 168 с. — ISBN 5-02-029746-1. // Abaev N. V., Gorbunov I. V.: Sun Lutang über philosophisch-psychologische Grundlagen der "inneren" Schulen des Wushu / Russische Akademie der Wissenschaften, Sibirische Abteilung, Burjatisches Institut für Sozialwissenschaften. - Nowosibirsk: Nauka, Sibirische Abteilung, 1992. - 168 S. - ISBN 5-02-029746-1.

- Концепция «просветления» в «Махаяна-шрад-дхотпадашастре» // Психологические аспекты буддизма. — Новосибирск: Наука, 1986. // Das Konzept der "Erleuchtung" im Mahayanashraddhotpadashastra // Psychologische Aspekte des Buddhismus. - Nowosibirsk: Nauka, 1986.

- Цивилизационная геополитика народов Алтай-Байкальского региона и Центральной Азии. — Кызыл: Изд-во ТывГУ, 2007. — 160 с. — ISBN 5-91178-013-5. // Zivilisationsgeopolitik der Völker der Altai-Baikal-Region und Zentralasiens. - Kyzyl: Verlag der Staatlichen Universität Tuwa, 2007. - 160 S. - ISBN 5-91178-013-5.

- Абаев Н. В., Аюпов Н. Г.: Тэнгрианская цивилизация в духовно-культурном и геополитическом пространстве Центральной Азии / Междунар. Фонд по изучению Тенгри, Фонд Центрально-Евразийского наследия. — Абакан: Лаб. "кочевых" цивилизаций ТывГУ, 2009. — 21 с. // Abaev N. V., Ayupov N. G.: Die Tengri-Zivilisation im geistig-kulturellen und geopolitischen Raum Zentralasiens / Internationale Tengri-Forschungsstiftung, Stiftung für das zentraleurasische Erbe. - Abakan: Labor "Nomadische" Zivilisationen der Staatlichen Universität Tuwa[8], 2009. - 21 S.

- Абаев Н. В., Опей-оол У. П.: Тэнгрианство, буддизм и экологические культы в Центральной Азии и Транс-Саянии. — Кызыл: Нац. музей Республики Тыва, 2009. — 143 с. // Abaev N. V., Opey-ool U. P.[9]: Tengrismus, Buddhismus und ökologische Kulte in Zentralasien und Transsayan. - Kyzyl: Nationalmuseum der Republik Tuwa, 2009. - 143 S.

- Абаев Н. В., Аюпов Н. Г.: Этноэкологические традиции тюрко-монгольских народов в тэнгрианско-буддийской цивилизации Внутренней Азии : издание научное (монография). — Кызыл: Ред.-изд. отд. ТывГУ, 2010. — 135 с. — ISBN 978-5-91178-040-1. // Abaev N. V., Ayupov N. G.: Ethno-ökologische Traditionen der turk-mongolischen Völker in der tengrisch-buddhistischen Zivilisation Innerasiens: eine wissenschaftliche Ausgabe (Monographie). - Kyzyl: Redaktion der Staatlichen Universität Tuwa, 2010. - 135 S. - ISBN 978-5-91178-040-1.

- Абаев Н. В., Хомушку О. М.: Духовно-культурные традиции в геополитическом и цивилизационном пространстве Центральной Азии и Саяно-Алтая: монографическое исследование. — Кызыл: ТывГУ, 2010. — 283 с. // Abaev N. V., Homushku O. M.: Spirituelle und kulturelle Traditionen im geopolitischen und zivilisatorischen Raum Zentralasiens und des Sajan-Altai: Monographische Forschung. - Kyzyl: Staatliche Universität Tuwa, 2010. - 283 S.

- Влияние тэнгриантства на экологическую культуру и этногенез тюрко-монгольских народов Алтай-Байкалии: издание научное : (монография). — Н. Новгород: MOBY publishing, 2011. — 150 с. — ISBN 978-5-4434-0002-0. // Der Einfluss des Tengrismus auf die ökologische Kultur und Ethnogenese der turk-mongolischen Völker des Altai-Baikal-Gebietes: eine wissenschaftliche Veröffentlichung: (Monographie). - N. Novgorod: MOBY Verlag, 2011. - 150 S. - ISBN 978-5-4434-0002-0.

- Культ священных гор и тэнгрианский эпос бурят-монголов. — Иркутск: Оттиск, 2014. — 127 с. — ISBN 978-5-90584787-5. // Der Kult der Heiligen Berge und das tengrische Epos der Burjaten-Mongolen. - Irkutsk: Otitisk, 2014. - 127 S. - ISBN 978-5-90584787-5.

- Архаические формы религии и тэнгрианство в этнокультурогенезе народов Внутренней Азии / отв. ред. Н. И. Атанов. — Улан-Удэ: Бурятский государственный университет, 2015. — 248 с. — ISBN 978-5-9793-0762-6. // Abayev N. V.: Archaische Formen der Religion und des Tengrismus in der ethnokulturellen Genese der Völker Innerasiens / hrsg. von N. I. Atanov. - Ulan-Ude: Burjatische Staatliche Universität, 2015. - 248 S. - ISBN 978-5-9793-0762-6.

- Абаев Н. В., Хобраков Ц. С.: Бурят-монгольская школа единоборства "Шонын-баша" (Стиль Небесного Волка) / Бурятский гос. ун-т, Ин-т Внутренней Азии, Лаб. цивилизационной геополитики Евразии. — Улан-Удэ: Изд-во Бурятского государственного университета, 2015. — 145 с. — ISBN 978-5-9793-0725-1. // Abaev N. V., Khobrakov C. S.: The Buryat-Mongolian school of martial arts "Shonyn-Basha" (Heavenly Wolf Style) / Buryat State University, Inner Asia Institute, Eurasia Civilization Geopolitics Lab. - Ulan-Ude: Burjat State University Press, 2015. - 145 S. - ISBN 978-5-9793-0725-1.

- Этимологический словарь тэнгрианских терминов бурят-монголов. // Вестник Бурятского государственного университета. Сер.: Гуманитарные исследования Внутренней Азии. — 2017. — Вып. № 1. — С. 106—112.; Вып. № 2. — С. 110—112.; Вып. № 4. — С. 111—112. — ISSN 2305-753X // Etymologisches Wörterbuch der tengrischen Begriffe der Burjat-Mongolen. // Bulletin der Burjatischen Staatlichen Universität. Ser.: Humanitäre Studien zu Innerasien. - 2017. - Bd. Nr. 1. - S. 106–112; Bd. Nr. 2. - S. 110–112; Bd. Nr. 4. - S. 111–112. - ISSN 2305-753X.

- Этимологический словарь тэнгрианских терминов бурят-монголов. / Лаборатория БГУ. — Улан-Удэ : ООО «Амирит» ; Raleigh, NC : Lulu Press, Inc., 2019. — 120 с. — ISBN 978-0-244-44858-5. — ISBN 978-0-244-74858-6. // Etymologisches Wörterbuch der tengrischen Begriffe der Burjat-Mongolen. / Labor der BGU. - Ulan-Ude : Amirit Ltd ; Raleigh, NC : Lulu Press, Inc. 2019. - 120 S. - ISBN 978-0-244-44858-5. - ISBN 978-0-244-74858-6.

Artikel
Russisch
- О соотношении теории и практики в чань-буддизме // 7-я науч. конф. «Общество и государство в Китае». — М.: Наука, 1976. — С. 618—625. // Zum Verhältnis von Theorie und Praxis im Chan-Buddhismus, // 7. wissenschaftliche Konferenz "Gesellschaft und Staat in China. - M.: Nauka, 1976. - S. 618–625.

- Влияние чань-буддизма на тайные религиозные общества группы Байлянь // Проблемы современного Китая: Сб. ст. по материалам VII науч. конф. молодых науч. сотр. ИДВ АН СССР, март 1976 г.. — М., 1977. — С. 69—88. // Abaev N. В.: Der Einfluss des Chan-Buddhismus auf die geheimen religiösen Gemeinschaften der Bailian-Gruppe // Probleme des modernen China: Sammlung von Artikeln auf der Grundlage der Materialien der VII. wissenschaftlichen Konferenz junger Forscher des Instituts für auswärtige Angelegenheiten der Akademie der Wissenschaften der UdSSR, März 1976. - М., 1977. - S. 69–88.

- Чань-буддизм и у-шу // Народы Азии и Африки. — 1981. — № 3. — С. 63—74. // Chan-Buddhismus und Wushu // Völker Asiens und Afrikas. - 1981. - № 3. - S. 63–74.

- Человек и природа в даосизме и буддизме // Общественные науки за рубежом. Сер. 9. Востоковедение и африканистика. — М., 1981. — № 2. — С. 213—217. // Mensch und Natur in Taoismus und Buddhismus // Sozialwissenschaften im Ausland. Ser. 9. Orientalistik und Afrikanistik. - М., 1981. - № 2. - S. 213–217.

- О некоторых философско-психологических аспектах чаньских военно-прикладных искусств // Общество и государство в Китае. — М.: Наука, 1981. — С. 221—234. // Über einige philosophische und psychologische Aspekte der Chan-Militärkünste // Gesellschaft und Staat in China. - M.: Nauka, 1981. - S. 221–234.

- Даосские истоки китайских у-шу // Дао и даосизм в Китае. — М.: Наука, 1982. — С. 244—257. // Der taoistische Ursprung des chinesischen Wushu // Dao und Daoismus in China. - M.: Nauka, 1982. - S. 244–257.

- О культуре психической деятельности в традиционном Китае // XIII науч. конф. «Общество и государство в Китае». — М., 1982. — С. 161—166. // Zur Kultur der geistigen Aktivität im traditionellen China // XIII Akademische Konferenz "Gesellschaft und Staat in China". - М., 1982. - S. 161–166.

- Об искусстве психической саморегуляции (айкидо, каратэ) // Наука в Сибири. — 1983. — № 2. — С. 7. // Über die Kunst der psychischen Selbstregulierung (Aikido, Karate) // Nauka in Sibirien. - 1983. - № 2. - S. 7.

- Фельдман В. Р., Абаев Н. В.: Цивилизация народов Центральной Азии: субстанциональные основания бытия // Вестник Бурятского государственного университета. — 2014. — № 6 (1). — С. 3—8. // Feldman V. R., Abaev N. V.: Zivilisation der Völker Zentralasiens: Substanzielle Grundlagen des Seins // Vestnik der Burjatischen Staatlichen Universität. - 2014. - № 6 (1). - S. 3-8.

- Тэнгрианство, митраизм и общие этнокультурные истоки туранскоарийской цивилизации Центральной и Внутренней Азии // Вестник Бурятского государственного университета. — 2015. — № 3. — С. 42—59. //  Tjengrianstvo, mitraizm i obshhie jetnokul'turnye istoki turanskoarijskoj civilizacii Central'noj i Vnutrennej Azii // Westnik der Burjatischen Staatlichen Universität. - 2015. - № 3. - S. 42–59.

in anderen Sprachen
- Abaev N. V.: Geopolitical and Ethnocultural Aspects of Russian Border Area Regional Security under the Circumstances of Socio-Cultural Transit of Eurasian Civilization // Journal of Siberian Federal University. Humanities & Social Sciences. — 2013. — Vol. 6, № 5. — S. 724—734. — ISSN 1997-1370.

- Abaev N. V., Zhuk O. V.: Historiography of the Old Belief and Researchers Coming from the Old Believers in the Baikal Region // Journal of Siberian Federal University. Humanities & Social Sciences. — 2018. — Vol. 11, № 8. — S. 1174—1187. — ISSN 1997-1370. — doi:10.17516/1997-1370-0300.